# Baringtonija
Baringtonija (lat. Barringtonia, nom. cons.), rod mirisnog drveća nekada klasificiran vlastitoj porodici baringtonijevki (Barringtoniaceae, nom. cons.), a danas porodici lecitisovki (Lecythidaceae). Pripada mu sedamdesetak vrsta. U njega su uklopljene i vrste nekadašnjeg roda Abdulmajidia.
Rod je raširen po Africi, jugoistočnoj Aziji, Australiji, a nekim otocima po Indijskom i Tihom oceanu.
Rod i porodica Barringtoniaceae imenovani su po Dainesu Barringtonu.

## Vrste
1. Barringtonia acutangula (L.) Gaertn.
2. Barringtonia apiculata Lauterb.
3. Barringtonia ashtonii Payens
4. Barringtonia asiatica (L.) Kurz
5. Barringtonia augusta Kurz
6. Barringtonia belagaensis Chantar.
7. Barringtonia calyptrata (R.Br. ex Miers) R.Br. ex F.M.Bailey
8. Barringtonia calyptrocalyx K.Schum.
9. Barringtonia chaniana (Whitmore) Prance
10. Barringtonia chantaranoi Prance
11. Barringtonia conoidea Griff.
12. Barringtonia corneri Kiew & K.M.Wong
13. Barringtonia curranii Merr.
14. Barringtonia edulis Seem.
15. Barringtonia filirachis Payens
16. Barringtonia fusicarpa Hu
17. Barringtonia fusiformis King
18. Barringtonia gigantostachya Koord. & Valeton
19. Barringtonia glomerata Prance
20. Barringtonia hallieri R.Knuth
21. Barringtonia havilandii Ridl.
22. Barringtonia integrifolia (Montrouz.) Schltr.
23. Barringtonia jebbiana Takeuchi
24. Barringtonia josephstaalensis W.N.Takeuchi
25. Barringtonia khaoluangensis Chantar.
26. Barringtonia lanceolata (Ridl.) Payens
27. Barringtonia latiffiana (El-Sherif) Prance
28. Barringtonia lauterbachii R.Knuth
29. Barringtonia laxiflora Thammar., Pornp. & Chantar.
30. Barringtonia longifolia Schltr.
31. Barringtonia longipes Gagnep.
32. Barringtonia longisepala Payens
33. Barringtonia lumina Jebb & Prance
34. Barringtonia macrocarpa Hassk.
35. Barringtonia macrostachya (Jack) Kurz
36. Barringtonia magnifolia Prance
37. Barringtonia maxwelliana (Whitmore) Prance
38. Barringtonia monticola Jebb & Prance
39. Barringtonia neocaledonica Vieill.
40. Barringtonia niedenzuana (K.Schum.) R.Knuth
41. Barringtonia norshamiae Prance
42. Barringtonia novae-hiberniae Lauterb.
43. Barringtonia palawanensis Chantar.
44. Barringtonia papeh Lauterb.
45. Barringtonia papuana Lauterb.
46. Barringtonia parkinsonii Thammar., Pornp. & Chantar.
47. Barringtonia pauciflora King
48. Barringtonia payensiana Whitmore
49. Barringtonia pendula (Griff.) Kurz
50. Barringtonia pinnifolia Jebb & Prance
51. Barringtonia procera (Miers) R.Knuth
52. Barringtonia pseudoglomerata Chantar.
53. Barringtonia pterita Merr.
54. Barringtonia racemosa (L.) Spreng.
55. Barringtonia reticulata (Blume) Miq.
56. Barringtonia revoluta Merr.
57. Barringtonia ridsdalei Chantar.
58. Barringtonia rimata Chantar.
59. Barringtonia samoensis A.Gray
60. Barringtonia sanimiranii Rohana & Latiff
61. Barringtonia sarawakensis Chantar.
62. Barringtonia sarcostachys (Blume) Miq.
63. Barringtonia schmidtii Warb. ex Craib
64. Barringtonia scortechinii King
65. Barringtonia seaturae H.B.Guppy
66. Barringtonia serenae Jebb & Prance
67. Barringtonia tagala Jebb & Prance
68. Barringtonia terengganuensis Chantar.
69. Barringtonia thailandica Thammar., Pornp. & Chantar.
70. Barringtonia tomentosa Thammar., Pornp. & Chantar.
71. Barringtonia waasii Chantar.
72. Barringtonia zainudiniana (El-Sherif & Latiff) Prance

## Vanjske poveznice
|  | Zajednički poslužitelj ima još gradiva o temi Barringtonia |
|  | Wikivrste imaju podatke o taksonu Barringtonia             |